# Harolanlahti
Harolanlahti este o arie protejată (arie specială de conservare — SAC, sit de importanță comunitară — SCI, arie de protecție specială avifaunistică — SPA) din Finlanda întinsă pe o suprafață de 343 ha, integral pe uscat.

## Localizare
Centrul sitului Harolanlahti este situat la coordonatele 61°05′44″N 22°11′07″E / 61.0956°N 22.1853°E.

## Înființare
Situl Harolanlahti a fost declarat sit de importanță comunitară în august 1998 pentru a proteja 26 de specii de animale. Alte tipuri de protecție:
- arie de protecție specială avifaunistică (în august 1998)[2]
- arie specială de conservare (în aprilie 2015)[1][3][4]

## Biodiversitate
Situată în ecoregiunea boreală, aria protejată conține 7 habitate naturale: Păduri fino-scandinave bogate în ierburi cu Picea abies, Pășuni din zone de pădure fino-scandinave, Păduri caducifoliate de mlaștină fino-scandinave, Mlaștini împădurite, Ape oligotrofe din câmpii nisipoase, cu un conținut foarte redus de minerale (Littorelletalia uniflorae), Mlaștini turboase de tranziție și turbării mișcătoare, Taiga vestică.
La baza desemnării sitului se află mai multe specii protejate:
- păsări (25): rață-cu-cap-castaniu (Aythya ferina), rața moțată (Aythya fuligula), Aythya marila, cocoșul de mesteacăn (Bonasa bonasia), buha (Bubo bubo), erete de stuf (Circus aeruginosus), lebădă de iarnă (Cygnus cygnus), ciocănitoare neagră (Dryocopus martius), muscar (Ficedula parva), cufundar polar (Gavia arctica), ciuvică (Glaucidium passerinum), cocor (Grus grus), Hydrocoloeus minutus, Larus fuscus fuscus, pescăruș râzător (Larus ridibundus), rață catifelată (Melanitta fusca), rață neagră (Melanitta nigra), Mergellus albellus, ciocănitoare verzuie (Picus canus), corcodel-urechiat (Podiceps auritus), corcodel-cu-gât-roșu (Podiceps grisegena), cresteț pestriț (Porzana porzana), Spatula clypeata, rață cârâitoare (Spatula querquedula), chiră de baltă (Sterna hirundo)
- mamifere (1): veveriță zburătoare siberiană (Pteromys volans)

Pe lângă speciile protejate, pe teritoriul sitului au mai fost identificate 2 specii de plante.